# Lega della Gioventù Comunista Cinese
La Lega della Gioventù Comunista Cinese (中国共产主义青年团S, Zhōngguó Gòngchǎnzhǔyì QīngniántuánP, in sigla L.G.C. o LGC) è la principale organizzazione politica giovanile della Repubblica Popolare Cinese. L'organizzazione ha il compito fondamentale di educare le nuove generazioni, nate e cresciute nella Cina comunista, a pensare e vivere secondo gli ideali comunisti e lo spirito rivoluzionario originario.
Il segretario attuale è A Dong (阿东). La Lega della Gioventù Comunista è responsabile anche per le attività dei Giovani Pionieri (comprendente i bambini di età inferiore ai quattordici anni). Si è stimato che nel 2007 il numero di membri della Lega della Gioventù ammontasse a 73 milioni di giovani.
La Lega della gioventù comunista, canale di ingresso privilegiato nel PCC, ha contribuito a portare ai vertici del Partito un certo numero di leader, molti dei quali giunti alla guida del governo della Repubblica popolare cinese. Esempi sono Hu Jintao, ex Presidente della Repubblica, Wen Jiabao, premier cinese, e Li Keqiang, giunto alla carica di vice-premier, negli anni ottanta ai vertici della Lega. Molte di queste personalità cresciute in seno alla Lega della Gioventù sono confluite nella "fazione della Lega della gioventù comunista" (detto anche gruppo Tuanpai), che include oggi i membri assurti alla dirigenza della Lega in tempi diversi e che costituisce la corrente principale del Partito Comunista cinese.

## Storia
Venne costituita in Cina nel 1920, prima ancora della fondazione ufficiale del Partito nel 1921. Nel mese di maggio del 1922, il I Congresso nazionale della Lega si svolse sotto la direzione del Partito, definendo per la prima volta la Lega come una organizzazione unitaria nel Paese. Contemporaneamente in Francia Zhou Enlai e Chen Yannian, figlio di Chen Duxiu, fondarono il Partito della Gioventù Comunista Cinese, formato da giovani studenti cinesi in quel momento residenti in Europa. Esso nel 1925 sarebbe andato ad inglobare la Lega, trasformandola nella sua versione definitiva. Per questo durante il III Congresso nazionale del Partito Comunista Cinese a gennaio del 1925, la denominazione di "Lega Cinese della Gioventù socialista" venne mutata in "Lega della Gioventù Comunista Cinese". Dopo la Seconda guerra sino-giapponese, per adattarsi alla nuova situazione sociale e politica, venne ufficialmente rinominata, nel mese di aprile 1949, come "Lega della gioventù della nuova democrazia cinese".
Sin dalla rivoluzione del 1949, ebbe un ruolo fondamentale nella formazione politica e ideologica, nonché alla partecipazione politica dei giovani cinesi, contribuendo all'istruzione nei valori politici attraverso l'inserimento nella collettività e lo stimolo alla partecipazione politica di massa.
Se si esclude il decennio della Rivoluzione Culturale (1966-1976), quando le attività dell'organizzazione a livello nazionale furono sospese e il Comitato Centrale fu sciolto a seguito dell'accusa di revisionismo, durante l'intero periodo maoista la LGC ha rappresentato il canale fondamentale attraverso cui i giovani acquisivano e sviluppavano i valori della cultura politica del partito.
La protesta di piazza Tienanmen del 1989 evidenziò una crisi dell'attività della Lega giovanile e la perdita di controllo del partito sugli studenti e sulla gioventù cinese. Entrata in una fase di transizione, la lega ha conosciuto lo spostamento del ruolo di attività verso il campo dei servizi sociali, mutando la tradizionale funzione in linea con i cambiamenti socio-culturali indotti dall'apertura all'economia di mercato.

## Struttura
Le organizzazioni nazionali di primo piano comprendono il Congresso Nazionale e il Comitato Centrale, eletti nei congressi. Il Congresso Nazionale si tiene ogni 5 anni, ma può essere tenuto in deroga a questo intervallo in circostanze particolari. Durante i congressi, il Comitato Centrale attua le decisioni prese al Congresso Nazionale e guida la Lega nel suo complesso, mentre il Comitato Centrale si riunisce in sessione plenaria una volta l'anno. Oltre al Comitato Centrale, esistono Commissioni per gli affari generali che sovrintendono gli affari quotidiani della Lega e conducono le organizzazioni fondamentali in 31 province del paese.
Studenti delle scuole di prestigio diventano membri di diritto della Lega al momento della laurea. Entro la fine del 2002, vi erano circa 210.000 membri del comitati delle organizzazioni fondamentali. Il Comitato Centrale della Lega ha reso noto il numero di 73.496.000 iscritti all'organizzazione alla fine del 2006, di cui gli studenti rappresentavano il 49,9% del campione.
Sotto la direzione del Segretario generale Hu Jintao, che fu anche una figura di spicco della Lega della Gioventù, le posizioni chiave del governo a livello centrale e provinciale hanno avuto maggiori probabilità di essere occupate da membri della Lega e da ex quadri, noti come Tuanpai.